# Миллер-Будницкая, Рашель Зиновьевна
Рашель Зиновьевна Миллер-Будницкая (урождённая Рахиль Зунделевна Миллер; 1906, Юзовка — 1967, Ленинград) — советский литературовед, филолог и переводчик. Кандидат филологических наук (1930).

## Биография
Родилась в Юзовке, в семье драматурга и журналиста Зиновия Григорьевича (Зунделя Гиршевича) Миллера (5 мая 1879 — 1943) и Ханы Янкелевны Миллер (?—1942), была старшей из двух дочерей. Родители тоже были уроженцами Юзовки (умерли в эвакуации в Чарджоу). Отец писал пьесы для местного драматического театра (его историческая драма в 4-х действиях «Юдифь» прошла цензуру и была издана в 1900 и 1904 годах, историческая драма в 3-х действиях «Месть Горофы» — в 1898 году, историческая драма в 5-ти действиях «Фегора» — в 1900 году), позже сотрудничал в либеральных изданиях юга России. В 1916 году семья переехала в Симферополь.
Окончила филологический факультет Крымского педагогического института. После защиты кандидатской диссертации в начале 1930-х годов поселилась в Ленинграде, училась в аспирантуре в Институте русской литературы АН СССР (Пушкинский дом).
Преподавала зарубежную литературу в Московском областном педагогическом институте им. Н. К. Крупской. Опубликовала ряд теоретических работ по поэтике А. А. Блока, творчеству Редьярда Киплинга, Джеймса Джойса, Шолом-Алейхема, Алишера Навои, Пиранделло, Джона Дос Пассоса, Дж. Б. Пристли. Первой в советском литературоведении исследовала тему синестезии и её роли в поэтике (на примере использования цветовой терминологии в поэзии Александра Блока, 1930). В 1936 году с её вступительной статьёй впервые в СССР вышел том избранных стихотворений Редьярда Киплинга под редакцией Валентина Стенича, в 1934 году — фрагменты «Улисса» Джеймса Джойса в переводе В. О. Стенича с академическими комментариями к тексту Р. З. Будницкой-Миллер.
Занималась также литературной критикой, публиковала рецензии и публицистические статьи. В частности, в статье «Эпигон формализма» подвергла резкой критике творчество Вениамина Каверина, в статье «Космополиты из литературного Голливуда» (1955) назвала Андре Жида «фальшивомонетчиком культуры и морали, […] непревзойдённым виртуозом лжи и чёрной клеветы».
Переводила с английского, еврейского и немецкого языков. В 1959 году, после длительного запрета на публикацию еврейской литературы, в авторизованном переводе Р. З. Миллер-Будницкой с идиша вышла книга И. А. Серебряного «Шолом-Алейхем и народное творчество» (М.: Советский писатель, 1959). В переводах и с примечаниями Р. З. Миллер-Будницкой вышли книги Томаса Манна, Майн Рида, Редьярда Киплинга, Лиона Фейхтвангера, Грации Деледды, Бернарда Шоу, Джеймса Джойса и многих других зарубежных писателей. Член Союза писателей СССР.
Урна с прахом захоронена в колумбарии Донского кладбища.

## Семья
Муж — Моисей Менделевич Будницкий (1913—?), в 1941 году ушёл в народное ополчение (Выборгский РВК).
Племянник (сын младшей сестры, литературоведа и редактора Ревекки Зиновьевны Миллер) — математик Юрий Иванович Манин.

## Книги
- Символика цвета и синэстетизм в поэзии на основе лирики Блока // Известия Крымского педагогического института имени М. В. Фрунзе. Т. 3. Симферополь: Крымское государственное издательство, 1930.
- Крым в современной художественной литературе. Симферополь: Крымское государственное издательство, 1931.

## Статьи
- О «философии искусства» Б. Пастернака и Р. М. Рильке. «Звезда», 1932.
- Об «Улиссе» Джеймса Джойса. «Литературный критик», № 1, 1934, с. 162—179.
- Язык и стиль Джеймса Джойса. «Интернациональная литература», № 3, 1935, с. 100—114.
- «Улисс» Джеймса Джойса. «Интернациональная литература», № 4, 1935, с. 106—116.
- Философия культуры Джеймса Джойса. «Интернациональная литература», № 2, 1937, с. 188—207.